# الكسندر كامينغز
الكسندر كامينغز هو ناشر وصحفي وسياسي أمريكي، ولد في 17 نوفمبر 1810 في ويليامسبورت في الولايات المتحدة، وتوفي في 16 يوليو 1879 في أوتاوا في كندا. نشط حزبياً في الحزب الجمهوري. وقد انتخب Governor of the Territory of Colorado ‏ (17 أكتوبر 1865 – 24 أبريل 1867).